# تاليسين جيف
تاليسين أكسلرود جيف (بالإنجليزية: Taliesin Jaffe)‏ هو ممثل ومؤدي صوت وكاتب سيناريو ومخرج دبلجة أمريكي. ولد في يوم 19 يناير 1977 في مدينة لوس أنجلوس. بدأ التمثيل سنة 1983 وعمل كمؤدّ صوتي في عدة أنميات.

## روابط خارجية
- تاليسين جيف على موقع IMDb (الإنجليزية)
- تاليسين جيف على موقع ألو سيني (الفرنسية)
- تاليسين جيف على موقع ميوزك برينز (الإنجليزية)
- تاليسين جيف على موقع أول موفي (الإنجليزية)
- تاليسين جيف على موقع قاعدة بيانات الأفلام السويدية (السويدية)
- تاليسين جيف على موقع قاعدة بيانات الفيلم (الإنجليزية)
- تاليسين جيف على موقع كينوبويسك (الروسية)
- تاليسين جيف على موقع ANN person (الإنجليزية)